# Cédric Moubamba
Carlos Cédric Moubamba Saib (* 14. Oktober 1979 in Libreville) ist ein ehemaliger gabunischer Fußballspieler.

## Karriere

### Klub
Er begann seine Karriere bei AS Mangasport, wo er im Jahr 2000 nationaler Meister wurde. Danach wechselte er weiter zu USM Libreville, wo er in der Saison 2002 noch erneut Meister und erstmals Pokalsieger wurde. Nach der Spielzeit 2003 ging er zum Sogéa FC. Nach mehreren Stationen in seinem Heimatland, wechselte er in die Demokratische Republik Kongo, zu Tout Puissant Mazembe. Mit diesen gelang in der Saison 2009 eine weitere Meisterschaft. Nach dieser schloss er sich im Oman dem für zwei Spielzeiten dem Dhofar SCSC an.
Zur Saison 2011/12 zurück in Gabun, wo er für US Bitam auflief. Zur Folgesaison ging er bis zu seinem Karriereende 2014 zum AC Bongoville.

### Nationalmannschaft
Sein erstes Spiel für die Auswahl Gabuns bestritt er im Jahr 1998. Des Weiteren nahm er an den Afrika-Cups 2000, 2010 und 2012 teil. Nach dem Turnier 2012 beendete er nach fast 14 Jahren seine Karriere in der Nationalmannschaft.